# Hollósi Géza
Hollósi Géza (Budapest, 1938. május 2. – 2002. szeptember 6.) olimpiai 4. és 5. helyezett, kétszeres világbajnoki ezüstérmes magyar birkózó.
Első világeseménye az 1959-es birkózó-világbajnokság volt, ahol ezüstérmes lett szabadfogású középsúlyban. Első olimpiai részvétele a római 1960. évi nyári olimpiai játékok volt. Férfi középsúlyú szabadfogású birkózásban az 5. helyen végzett. Az 1961-es birkózó-világbajnokságon szintén szabadfogású középsúlyban indult és ismét ezüstérmes lett. Az 1964. évi nyári olimpiai játékokon Tokióban kötöttfogásban és szabadfogásban is elindult középsúlyban és a 4. illetve az 5. helyen végzett. Az 1965-ös birkózó-világbajnokságon már 87 kg-os súlycsoportban indult és az 5. helyen zárt. Az 1966-os birkózó-Európa-bajnokságon szintén az 5. helyen zárt. Az 1968-as birkózó-Európa-bajnokságon a 6. helyet szerezte meg. Az utolsó nagy világeseménye az mexikóvárosi 1968. évi nyári olimpiai játékok volt, ahol helyezés nélkül zárt.